# Marc Méan
Marc Méan (* 11. Oktober 1985) ist ein Schweizer Jazzmusiker (Piano, Synthesizer, Komposition).

## Leben und Wirken
Méan erhielt ab dem Alter von sieben Jahren klassischen Klavierunterricht am Konservatorium von Vevey. 2008 schloss er sein Bachelorstudium an der Jazzabteilung des Conservatoire de Lausanne ab, wo er bei Bänz Oester, Thierry Lang, Yannick Délez, Matthieu Michel und Emil Spanyi studierte. Zwischen 2008 und 2010 absolvierte er sein Masterstudium am Rytmisk Musikkonservatorium in Kopenhagen bei Django Bates, Kresten Osgood, Jacob Anderskov und Søren Kjærgaard.
Méan spielte 2007 mit der Jazzgruppe No Square am Wettbewerb von La Défense. Im selben Jahr nahm er an der Montreux Jazz Solo Piano Competition teil. 2009 leitete er sein eigenes Trio mit Mads Emil Nielsen am Schlagzeug und Jesper Thorn am Kontrabass. 2011 war er mit Mats-Up Teilnehmer am BMW Welt Jazz Award in München und gewann mit der Band von Jean-Lou Treboux den Credit-Suisse-Jazzpreis der Stanser Musiktage. 2012 gründete er mit Ganesh Geymeier und Maxence Sibille das kollaborative Trio That Pork, das im Folgejahr sein gleichnamiges Album veröffentlichte. Weiterhin wirkte er in Raphael Walsers GangArt, David Meiers Hunter Gatherer, bei Pauline Ganty, Heiri Känzig Travelling, Nicole Johänntgen und Jesper Thorn.
2016 bildete Méan mit drei Jugendfreunden die Rockband Service Fun, die in der Schweiz und im Ausland tourte. Im selben Jahr gründete er seine eigene Band Taïga mit Matthieu Michel, Valentin Liechti und Fabien Iannone, die sich 2019 auf dem Schaffhauser Jazzfestival präsentierte. Mit Michel trat er auch im Duo auf. Mit seinem auf Erik Satie aufbauenden Solo-Ambient-Album Collage konzentrierte er sich zunehmend auf die Vermischung von akustischen und elektronischen Elementen; weitere Veröffentlichungen wie Wind folgten. 2024 erschien das Album Mist seines Trios Fields (mit Patrice Moret am Bass und Paul Amereller am Schlagzeug) bei Unit Records, das aufgrund seines ästhetischen Ansatzes von der Kritik hervorgehoben wurde. Simon Spiess holte ihn und Jonas Ruther in sein Trio Quiet Tree, mit dem er 2024 bei Intakt Records das Album Euphorbia veröffentlichte.